# Lupión
Lupión es una localidad y municipio español situado en la parte occidental de la comarca de la La Loma, en la provincia de Jaén. Limita con los municipios de Begíjar, Torreblascopedro, Linares, Ibros y Baeza. Por su término discurre el río Guadalimar.
El municipio lupionense comprende los núcleos de población de Lupión —capital municipal— y Guadalimar. En total, tiene una población de 806 habitantes (INE 2024).

## Historia
Hasta esta zona llegaron muchas de las civilizaciones que poblaron el sur peninsular. Se asentaron aquí primeramente porque era el final del camino y una zona estratégica en su situación para continuar a pie hacia la meseta y al resto de la península por ser el único paso natural posible para acceder, al paso de Despeñaperros. Además de todo esto se dieron cuenta de que esta zona era rica en plata, lo que supuso un activo e intenso comercio enviando a Roma aceites, cereales, lanas, plata, cobre y plomo.
Lupión y su entorno, por sus afables condiciones naturales, seguro que siempre estuvo habitado incluso en el paleolítico. Lupión era un paraje de abundante agua, pastos y numerosos lobos, de donde le viene su primitivo nombre romano de "Luparia".
En el apogeo de la romana Cástulo se cita a Lupión por primera vez como "zona residencial y de expansión de aquellos habitantes".
Del paso de los visigodos, se ha escrito que "cayeron sobre todo lo que olía a Roma". Cástulo fue destruido por completo, saqueándolo y destruyéndolo todo.
Comienza ya la invasión árabe que convirtieron a Baeza en principal núcleo urbano. Todo ello en detrimento de Cástulo que no quisieron aprovechar su infraestructura por el deterioro que le causaron los visigodos y porque no les interesaba estratégicamente.
Definida ya la unidad territorial de Baeza, Lupión era por tanto parte de ella junto con la mayoría de los pueblos de alrededor, todos bajo su jurisdicción.
Así transcurrió el tiempo hasta que en el 14 de agosto de 1795, el rey Carlos IV, "eximió, sacó y libró al citado lugar de Lupión de la tutela que sobre él tenía la mencionada Ciudad de Baeza, haciéndola villa de por sí y sobre sí".
La tranquilidad de Lupión con su villazgo y rico término duró hasta 1813, fecha en que el lugar de Torreblascopedro le solicitó a Lupión su independencia, dilatándose el requerimiento hasta 1871, fecha en que se deslindó del municipio de Lupión.
Como consecuencia del denominado "Plan de Obras, Colonización, Industrialización y Electrificación de la provincia de Jaén", aprobado mediante la Ley de 17 de julio de 1953, surge Guadalimar, pedanía construida por los Ministerios de Obras Públicas y Agricultura entre los años 1954 y 1958, en el término municipal de Lupión. Fue inaugurada personalmente por el general Franco en 1961 llamándose en sus principios Guadalimar del Caudillo y desde entonces forma parte de este municipio, habiendo sido repoblada por medio millar de habitantes pertenecientes a familias de Lupión, Begíjar, Baeza, Ibros, Bélmez de la Moraleda, Pontones y otros pueblos vecinos.

## Geografía
La villa de Lupión se encuentra situada en el centro de la provincia de Jaén.
Es un pequeño municipio de la comarca de La Loma, de la cual ocupa el extremo noroeste.
Es el último pueblo de la Loma de Úbeda y está en una zona de entre ríos, concretamente, el Guadalquivir y su afluente el Guadalimar. Está limitada por los términos de Baeza, Ibros, Linares, Torreblascopedro y Begíjar. Su término municipal desciende de este a oeste hasta el río Guadalimar, en la cuenca del Guadalquivir, en la parte más septentrional de la Cordillera Bética donde se ubica el segundo núcleo urbano de importancia del municipio, que es el poblado de Guadalimar. El olivar, que se constituye casi en monocultivo, junto con la industria almazarera, son las principales fuentes de ingresos de la localidad, complementados con los procedentes del cultivo del algodón que se explota en la vega del Guadalquivir.

## Geografía humana

### Demografía
Cuenta con una población de 806 habitantes (INE 2024).
| Gráfica de evolución demográfica de Lupión entre 1842 y 2021                                                          |
| |
| Población de derecho según los censos de población del INE. Población de hecho según los censos de población del INE. |

## Organización político-administrativa

### Elecciones municipales
| Elecciones municipales                                                               |      |      |      |      |      |      |      |      |      |      |      |      |
| Partido                                                                              | 1979 | 1983 | 1987 | 1991 | 1995 | 1999 | 2003 | 2007 | 2011 | 2015 | 2019 | 2023 |
| PCE/IU                                                                               | 5    | 3    | 3    | 4    | 4    | 5    | 4    | 4    | 4    | 4    | 4    | 4    |
| PSOE                                                                                 | 1    | 3    | 4    | 3    | 3    | 1    | 3    | 4    | 3    | 2    | 2    | 3    |
| AP/PP                                                                                | 3    | 3    | 2    | 2    | 2    | 3    | 2    | 1    | 0    | 1    | 1    | 0    |
| P.I.LYG.                                                                             | -    | -    | -    | -    | -    | -    | -    | 0    | -    | -    | -    | -    |
| Notas: *En negrilla el partido más votado. En 2011 el municipio perdió 2 concejales. |      |      |      |      |      |      |      |      |      |      |      |      |
| Fuente: La Información                                                               |      |      |      |      |      |      |      |      |      |      |      |      |

### Alcaldía
| Periodo   | Nombre                   | Partido |
| --------- | ------------------------ | ------- |
| 1979-1983 | Ramón Galiano Pérez      |         |
| 1983-1987 | Gregorio Gámez García    |         |
| 1987-1991 | Emilio Parrilla Pérez    |         |
| 1991-1995 | Emilio Parrilla Pérez    |         |
| 1995-1999 | Juan Sánchez Díaz        |         |
| 1999-2003 | Juan Sánchez Díaz        |         |
| 2003-2007 | Rafaela Pérez Torres     |         |
| 2007-2011 | Juan Sánchez Díaz        |         |
| 2011-2015 | Gonzalo Manuel Rus Pérez |         |
| 2015-2019 | Gonzalo Manuel Rus Pérez |         |
| 2019-2023 | Gonzalo Manuel Rus Pérez |         |
| 2023-act. | Gonzalo Manuel Rus Pérez |         |

## Patrimonio

### Torreón
El torreón de Lupión perteneció a un antiguo castillo medieval que puede datarse en el siglo XIII, hecho a base de mampostería en hiladas regulares, con paramentos de sillarejo. Su planta alcanza la forma cuadrada en la parte interna, la más antigua, lindera con el patio de armas, mientras que la exterior, que da a la calle, es redonda, tal vez porque se reformó posteriormente para evitar los efectos destructivos de la artillería. Internamente sus dos plantas se cubren con bóvedas de ladrillo de media naranja. La terraza conserva la estructura almenada con canes, así como las ménsulas de un desaparecido matacán defensivo.
Fue declarado Bien de Interés Cultural en 1985.

### Iglesia de Nuestra Señora de la Asunción
El origen de esta iglesia se vincula a una leyenda medieval: la aparición de la Virgen de Lorite en un caserío expresando su deseo de que allí se le honrase con un templo. La construcción del edificio se inició en el siglo XIV, pero sucesivas reformas han desnaturalizado su inicial goticismo, que aún se puede apreciar en la zona del presbiterio. Sus pequeñas dimensiones refuerzan la originaria tipología medieval.
Su planta presenta tres naves con mayor anchura la central, aunque también el lateral izquierdo es mayor que el derecho. Los pilares que separan las naves tienen diferentes plantas y los arcos que comunican la nave central con las laterales son de medio punto, salvo en la zona gótica del presbiterio en donde, naturalmente, son apuntados. Una bóveda de medio cañón cubre los tres tramos de la nave central, que está recorrida por una cornisa y definida por falsos arcos fajones que descansan en estribos. El presbiterio, construido en el siglo XIV, es de sillería y sillarejo, aunque parcialmente encalado, y se cubre con bóveda de terceletes con diagonales y ligadura. El acceso de la nave al presbiterio se enfatiza con un gran arco toral apuntado con baquetones y capiteles góticos ornamentados con nardos. Como contraste por su contemporaneidad está la sacristía, que se sitúa al principio del lateral izquierdo, equilibrada, en la parte opuesta, por una capilla. A los pies se levanta el coro sobre columnas salomónicas, antepecho con balaustres también de madera y tres arcos carpaneles.
Su exterior es bastante simple. Los muros son de mampostería encalada y, en el lado norte, presenta una puerta de acceso con un arco de medio punto de sillería con dovelas radiales sobre jambas, aunque sin mayor significación artística; en la parte superior se insinúan una hornacina y círculos.

### Fuente
En la plaza del Ayuntamiento se conserva una fuente decimonónica de cierta prestancia a pesar de su severidad. Compuesta de sillería tanto regular como irregular, presenta un frontis que corona una cornisa en hastial de cruz y lados curvos. Dos caños sobre piletas troncocónicas invertidas dan agua y se decora con una cerámica con iconografía religiosa.

## Patrimonio natural

### Casa de Máquinas
Se trata de una densa arboleda ubicada junto al Guadalimar, donde podremos observar la vegetación típica ribereña que se desarrolla a ambos márgenes del río.

## Fiestas
- La Candelaria (2 de febrero): Hoy en día en Lupión, la fiesta de la Candelaria consiste en hacer unas cuantas lumbres por la noche, se reúnen los vecinos y asan chorizos, chuletas, etc. Pero a principios de siglo sé hacia una fiesta un tanto peculiar: El día anterior a la Candelaria, el ayuntamiento encargaba una enorme tarta y el día de la Candelaria por la mañana se celebraba la santa misa a la que asistían toda la corporación municipal cada uno con una vela en la mano y a continuación sacaban en procesión a la Virgen del Lorite. La procesión se hacía solamente alrededor de la plaza y el alguacil iba delante de la virgen llevando la tarta en sus manos, después en el ayuntamiento se comían la tarta entre todos. Por las noches se hacían hogueras y se cantaban y bailaban los típicos melenchones de Jaén.
- Carnaval: En Lupión, el Carnaval era una de las fiestas más importantes del pueblo, a principios de siglo se celebraban bailes de disfraces en el casino. Pero lo más típico del carnaval de Lupión eran, las "máscaras" que bullían por el pueblo durante todo el día, las "ruedas" que se hacían al anochecer, y las comparsas o murgas. En la actualidad solo se celebra un día con una fiesta de disfraces por la tarde para los niños y un baile de disfraces por la noche para mayores.
- Virgen del Lorite (5 de marzo): Además de las fiestas patronales, el día 5 de marzo de todos los años se celebra el día de la virgen. Esta conmemoración es relativamente reciente, data del año 1.918, en el que, como hasta hace algunos años, se pedía de forma pública, generalmente con procesiones rogatorias, que se remediaran los males que se producía en la agricultura la falta de lluvia. Esta fiesta al contrario que las de carnaval ha ido en aumento; hace unos 15 años consistía en un triduo los días antes de la fiesta, la santa misa en honor a la virgen y después la procesión. En la actualidad además de lo dicho, hay una ofrenda de flores el día anterior. Por la mañana hay paella para todo el pueblo, a la tarde es la procesión con banda de tambores y cornetas y baile en la plaza por la noche. Es costumbre que una vez finalizada la procesión y la imagen de la virgen entre al templo, todo el pueblo cante canciones en honor de su patrona.
- San Marcos (25 de abril): El 25 de abril se celebra por todo lo alto el día de San Marcos, fecha en la que es tradicional que los hermanos que se encargan este año de la fiesta, el día anterior elaboren unos roscos de pan hechos con harina de trigo duro y anís llamados "Caridad". Estos roscos son costeados por todo el pueblo y repartidos por los hermanos casa por casa después de la santa misa y la procesión, al principio los hermanos podían ser cualquier grupo de amigos, más tarde se hizo costumbre que fueran los "quintos" los mozos que habían sido medidos y dados aptos para ir a la "mili" en los reemplazos de ese año. Ahora vuelven a ser grupos de amigos. Ese día habrá solemne procesión, en la que el santo será llevado a hombros por los hermanos y por la noche se llevará a cabo un animado baile con verbena.
- San Isidro Labrador (15 de mayo): También el 15 de mayo los agricultores festejan a su patrón San Isidro con una fiesta-romería en el Camino de la Redonda que comienza la noche anterior con una verbena popular, y al día siguiente por la mañana después de la santa misa en su honor se celebra la procesión por los alrededores del pueblo para que San Isidro bendiga los campos. Después hay paella y aperitivos gratis para todo el pueblo.
- Corpus Christi: Fiesta católica destinada a celebrar la eucaristía. La celebración se lleva a cabo el siguiente jueves al octavo domingo después del domingo de Pascua. Esta fiesta comienza por la mañana, con la santa misa y a continuación la procesión. Los niños que han hecho la comunión ese año, y los niños que hicieron la comunión el año anterior, acompañan al cuerpo de Cristo durante la procesión, derramando pétalos de rosas a su paso. Los altares son abundantes por todas las calles, dónde en cada uno de éstos la parada es obligatoria.
- Fiestas Mayores: En el primer fin de semana de agosto se llevan a cabo las fiestas mayores en honor de la Virgen del Lorite y el Stmo. Cristo de la Veracruz, las cuales hasta el comienzo de la década de los noventa del siglo XX se realizaban entre los días 15 y 17 de septiembre, siendo cambiadas de fecha para que pudieran acudir a ellas todos los hijos e hijas de Lupión que residen lejos de esta villa y no pueden regresar a ella nada más que en las vacaciones estivales.

## Educación
| Nombre                     | Etapas educativas   | Dirección                                       |
| -------------------------- | ------------------- | ----------------------------------------------- |
| CEIP Ntra. Sra. del Lorite | Infantil y primaria | Calle Maestro Juan Diego García, s/n.º - Lupión |
| CEIP Virgen del Pilar      | Infantil y Primaria | Calle Ronda de la Vega, s/n.º - Guadalimar      |

## Personas destacadas
- Amalia Ramírez: cantante de lírica.
- Fanny Rubio: Catedrática, investigadora y escritora. Aunque no es nacida en Lupión, sus padres son lupionenses y mantiene una estrecha relación con el pueblo.